# Гильдуин (епископ Эврё)
Гильду́ин (также Хильдуин и Ильдуин; лат. Hilduinus, фр. Hilduin; умер в 870) — епископ Эврё (863—870).

## Биография
Гильдуин взошёл на кафедру Эврё в 863 году, став преемником скончавшегося епископа Гунтберта. До проведения церемонии интронизации Гильдуина епархией временно управлял архиепископ Руана Венилон, митрополит диоцеза, в который входили земли будущей Нормандии. Первое упоминание о Гильдуине как епископе в современных ему документах относится к 864 году, когда он подтвердил своей подписью дарственную хартию аббатству Святого Германа в Осере. 25 июня этого же года глава епархии Эврё принимал участие в работе церковного собора, совмещённого с проведением государственной ассамблеи Западно-Франкского королевства в Питре.
В дальнейшем Гильдуин присутствовал ещё на трёх соборах: в Суасоне (18 августа 866 года), в Труа (ноябрь 867 года) и в Вербери (24 апреля 869 года). На Суасонском соборе по требованию папы римского Николая I были восстановлены в правах все прелаты, ранее лишённые своих санов под предлогом их незаконного рукоположения бывшим архиепископом Реймса Эббоном. Труаский собор прошёл в присутствии папы Иоанна VIII и правителя Западно-Франкского королевства Людовика II Заики.
Участие Гильдуина в соборе в Питре в 869 году — последнее упоминание о нём в современных ему исторических источниках. Предполагается, что он скончался в начале 870 года. Новым главой епархии Эврё был избран епископ Себар.